# Cyrtophora lineata
Cyrtophora lineata là một loài nhện trong họ Araneidae.
Loài này thuộc chi Cyrtophora. Cyrtophora lineata được Wladislaus Kulczynski miêu tả năm 1910.